# 宇和島弁
宇和島弁（うわじまべん）は、愛媛県の宇和島市およびその周辺で話される日本語の方言である。四国方言の南予方言に属す。高知県の幡多弁と合わせて渭南方言とも区分される。

## 概要
京阪式アクセント、またはその亜型に属す四国方言の中にあって東京式アクセントを用いる四国西南部方言に属す。高知県の幡多弁とは姉妹の関係にあり、アクセントが共通する。ただし、幡多弁が四つ仮名を区別するのに対し、宇和島弁は二つ仮名方言である。文法は四国方言で広く共通する要素を用いる。
愛南町では、過去の助動詞「…た」が「…とー」になって現れる場合がある。これは他に甲州弁だけで見られる興味深い特徴である。